# Iudita de Habsburg
Iudita de Habsburg (în germană Guta, Jutta sau Juditha; n. 13 martie 1271, Rheinfelden, Ducatul de Suabia – d. 18 iunie 1297, Praga ) a fost regină a Boemiei prin căsătorie.

## Biografie
Iudita a fost fiica lui Rudolf I de Habsburg și a primei lui soții, Gertrud de Hohenberg. Când avea șapte ani, urmare a unui acord încheiat cu Cunigunda de Halitsch, văduva lui Ottokar al II-lea, Iudita a fost promisă regelui Boemiei, Venceslau al II-lea, de aceeași vârstă cu ea. În 1285 Iudita a fost dusă la Castelul Eger la soțul ei. Venceslau a primit cetatea și orașul Eger de la tatăl ei, regele romano-german Rudolf I, probabil ca dar de nuntă. Pe 26 ianuarie 1285 cu această ocazie a fost sfințită de către Heinrich, episcop de Regensburg, Biserica Franciscană din Eger (ce fusese fondată în 1260 și distrusă în incendiu în 1270). Nunta a ocazionat o mare întâlnire a nobilimii europene. Procesiunea de nuntă s-a mutat apoi la Praga unde pe 7 februarie a avut loc nunta. Regina s-a mutat însă la Praga abia după doi ani.
Îndrumată de familia ei, Iudita l-a influențat pe tânărul rege și i-a alimentat planurile expansioniste în direcția Sileziei și Poloniei. În timpul căsătoriei ei care a durat nouă ani, Iudita a născut zece copii, dintre care doar fiul Václav și fiicele Anna, Elisabeta și Margareta au supraviețuit. Primele două fiice menționate au devenit ulterior regine ale Boemiei. Iudita a introdus obiceiurile germane la curtea din Praga, cea mai importantă dintre acestea fiind prezența cavalerilor. Ea a continuat deschiderea spre vest a curții de la Praga, pe care Cunigunda de Suabia o începuse anterior și treptat, orașul a devenit un centru al culturii medievale din Europa Centrală.
Iudita a încercat să reconcilieze pe Venceslau al II-lea cu fratele ei, ducele Albert I. Datorită ei cei doi cumnati au devenit aliați timp de câțiva ani. În 1304 odată cu invazia lui Albert în Boemia, puțin înainte de moartea lui Venceslau, alianța celor doi a luat sfârșit. Această alianță i-a adus lui Albert coroana regală romano-germană și lui Venceslau mână liberă pentru a se extinde în Polonia. Regina Iudita a jucat un rol deloc neglijabil în politica externă a Boemiei. Ea a fost încoronată în 1297, dar a murit pe 18 iunie în același an după nașterea ultimei ei fiice, Guta.

## Descendenții
Din căsătoria cu Iuditei cu Venceslau al II-lea au rezultat zece copii:
- Přemysl Ottokar (6 mai 1288 – 19 noiembrie 1288);
- Venceslau (1289–1306), căsătorit în 1305 cu Viola de Teschen (1291–1317);
- Agnes (1289–1296), sora geamănă a lui Venceslau;
- Anna Přemyslovna (1290–1313), căsătorită în 1306 cu Henric de Carintia (1265–1335), rege al Boemiei;
- Elisabeta (1292–1330), căsătorită în 1310 cu Ioan de Luxemburg (1296–1346), rege al Boemiei;
- Guta (1293–1294);
- Ioan (1294–1295);
- Ioan (1295–1296);
- Margareta de Boemia (1296–1322), căsătorită în 1308 cu Boleslav al III-lea (1291–1352) duce de Brieg;
- Guta (d. 1297).